# Ernst Friedrich Gilg
Pour les articles homonymes, voir Gilg.
Ernst Friedrich Gilg (12 janvier 1867 à Obereggenen près de Schliengen (Grand-duché de Bade) - 11 octobre 1933 à Berlin) est un botaniste allemand.

## Biographie
Gilg a été conservateur du Jardin botanique de Berlin. Avec Adolf Engler, il est l'éditeur des 9e et 10e éditions du Syllabus der Pflanzenfamilien (Syllabus des familles de plantes) (1921).
Pour le livre Das Pflanzenreich (Le monde végétal) d'Engler, il a écrit en collaboration avec J. Perkins le chapitre Monimiaceae.
Pour le livre Die natürlichen Pflanzenfamilien (Les familles de plantes naturelles) d'Engler et Carl Prantl, il a traité de nombreuses familles de plantes.
C'est en son honneur qu'a été nommé le genre Gilgiochloa de la famille des Poaceae, de même que les espèces Calycobolus gilgianus, Connarus gilgianus (en), Croton gilgianus, Cyclostemon gilgianus, Eugenia gilgii, Mendoncia gilgiana, Momordica gilgiana (sv), Salix gilgiana, Senecio gilgianus ou Trichilia gilgiana (sv).

## Œuvres (sélection)
- Lehrbuch der Pharmakognosie : avec 344 dessins. Springer, Berlin, 1905 (Texte En Ligne)
- Pharmazeutische Warenkunde, 4e édition 1911
- Grundzüge der Botanik für Pharmazeuten, 6e édition 1921
- Lehrbuch der Pharmakognosie, 3e édition 1922
  - 1. éd. - Berlin : Springer, 1905
  - 2. éd. - Berlin : Springer, 1910. édition numérisée par l'université de Düsseldorf
- avec Paul Norbert Schürhoff:Aus dem Reiche der Drogen. Geschichtliche, kulturgeschichtliche und botanische Betrachtungen über wichtigere Drogen. Dresde, 1926.

## Source
- (de) Robert Zander, Fritz Encke, Günther Buchheim et Siegmund Seybold, Handwörterbuch der Pflanzennamen, Stuttgart, Ulmer, 1984, 13e éd. (ISBN 978-3-8001-5042-7).